# 塞切尼广场 (佩奇)

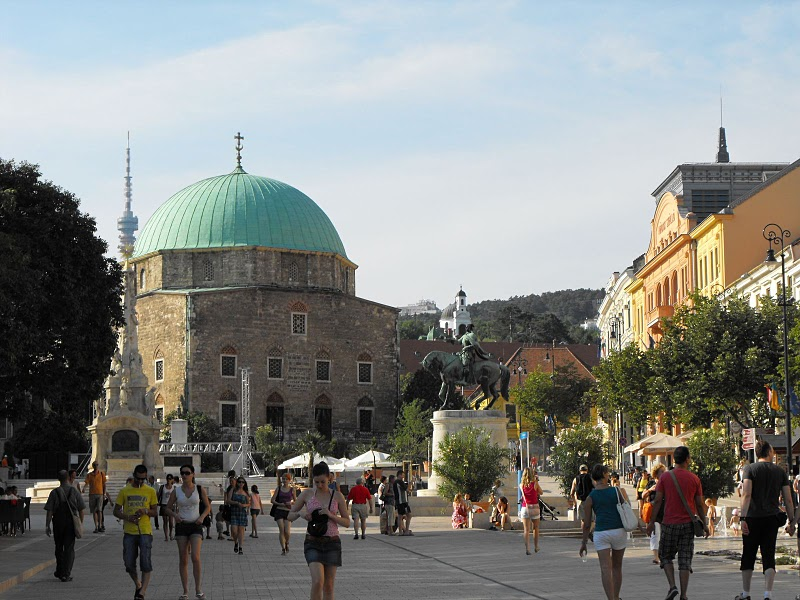
2010年翻新後的塞切尼廣場

塞切尼广场（匈牙利語：Széchenyi tér）是匈牙利城市佩奇的中心广场，布满了古典建筑。十二条街道轮辐状汇集在广场。在中世纪，这里是该市的市集，有市政厅和本堂区圣堂。該广场在1864年以塞切尼·伊什特万命名，此前曾有过一些其他的名字，例如Fórum（市集）、Városi piacz（城市广场）、Főtér（主广场）。主要景点是卡西姆帕夏清真寺、市政厅、县政府、纳祖尔酒店（Nádor hotel）、聖若望昆仲會教堂、天主圣三雕像和马背上的匈雅提·亚诺什黄铜雕像。2010年，佩奇作为欧洲文化之都，广场进行了修复。
一年一度的佩奇葡萄酒节在广场上举行。该市的圣诞树安也放在塞切尼广场。

## 圖集

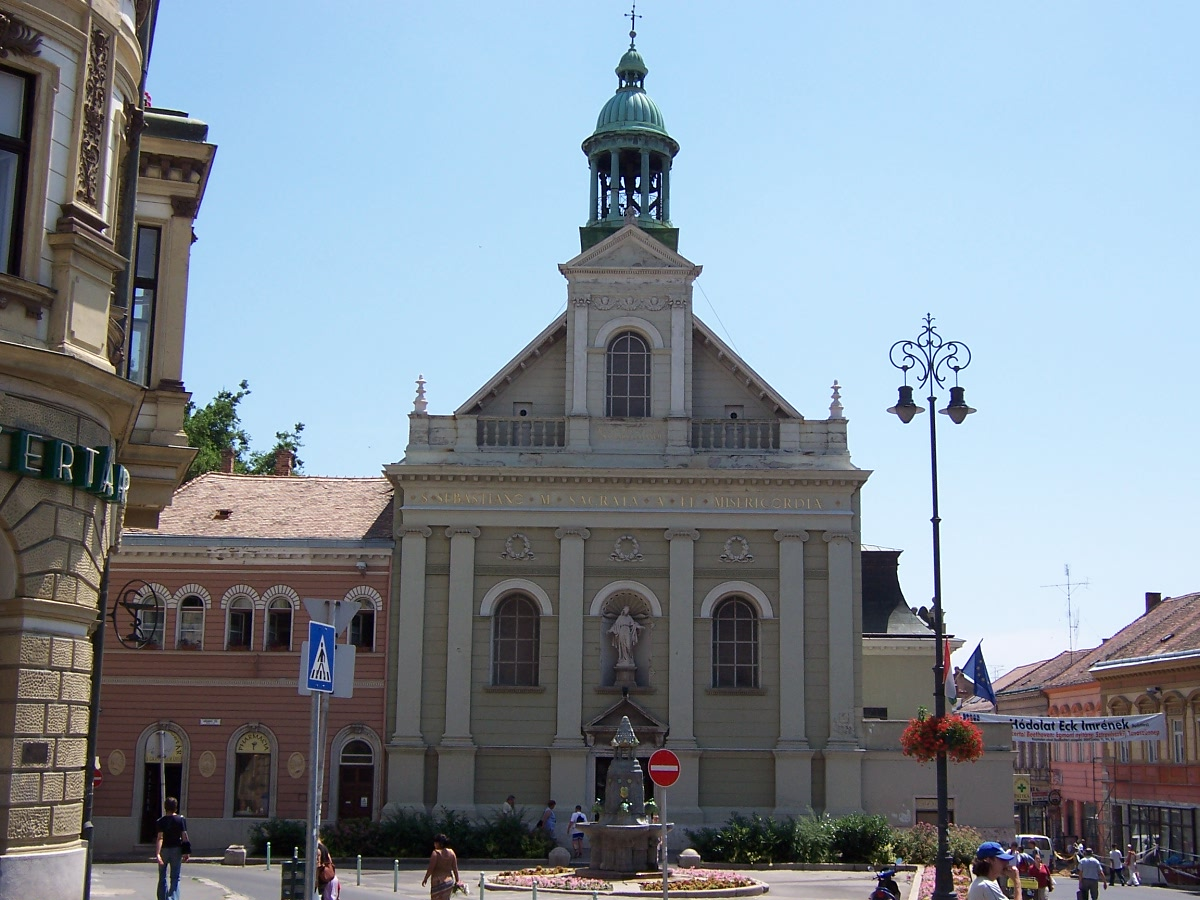
教堂
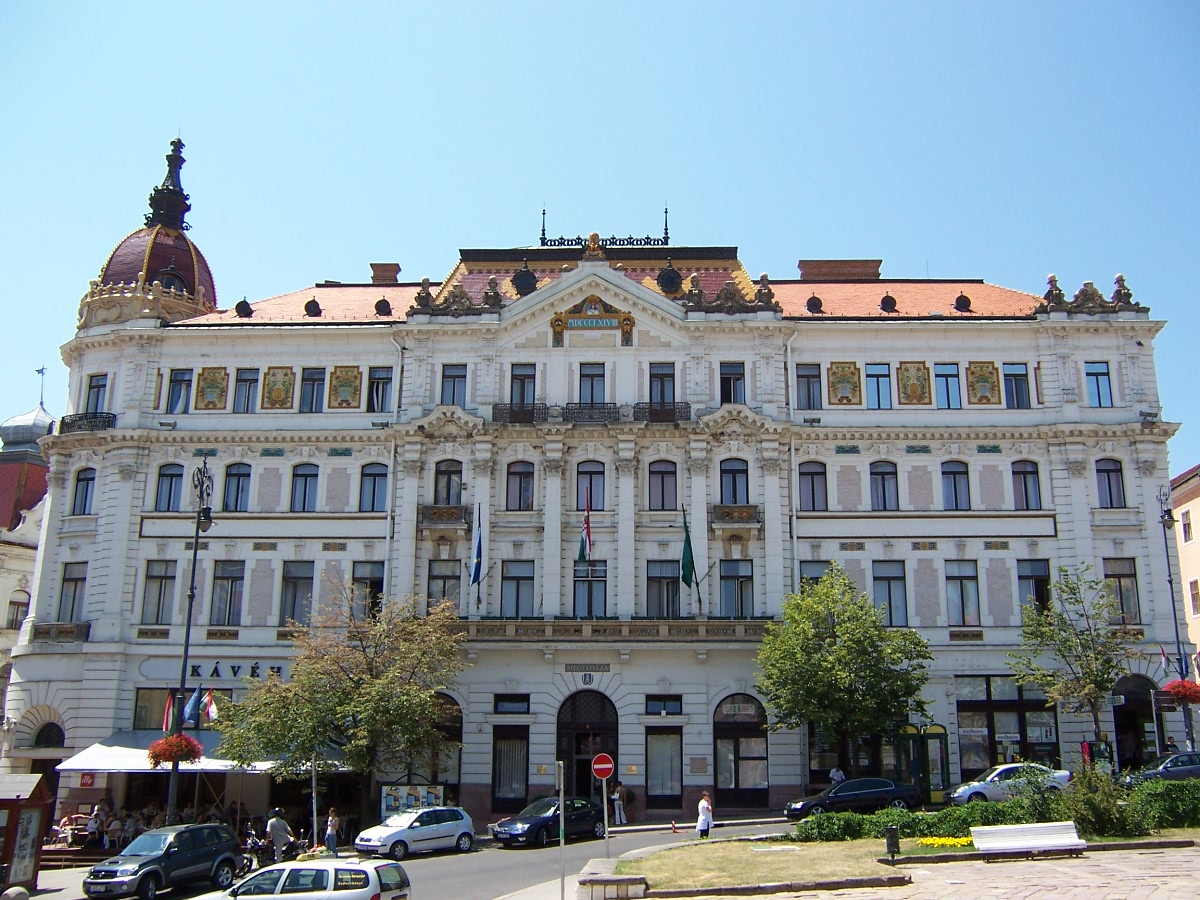
县政府
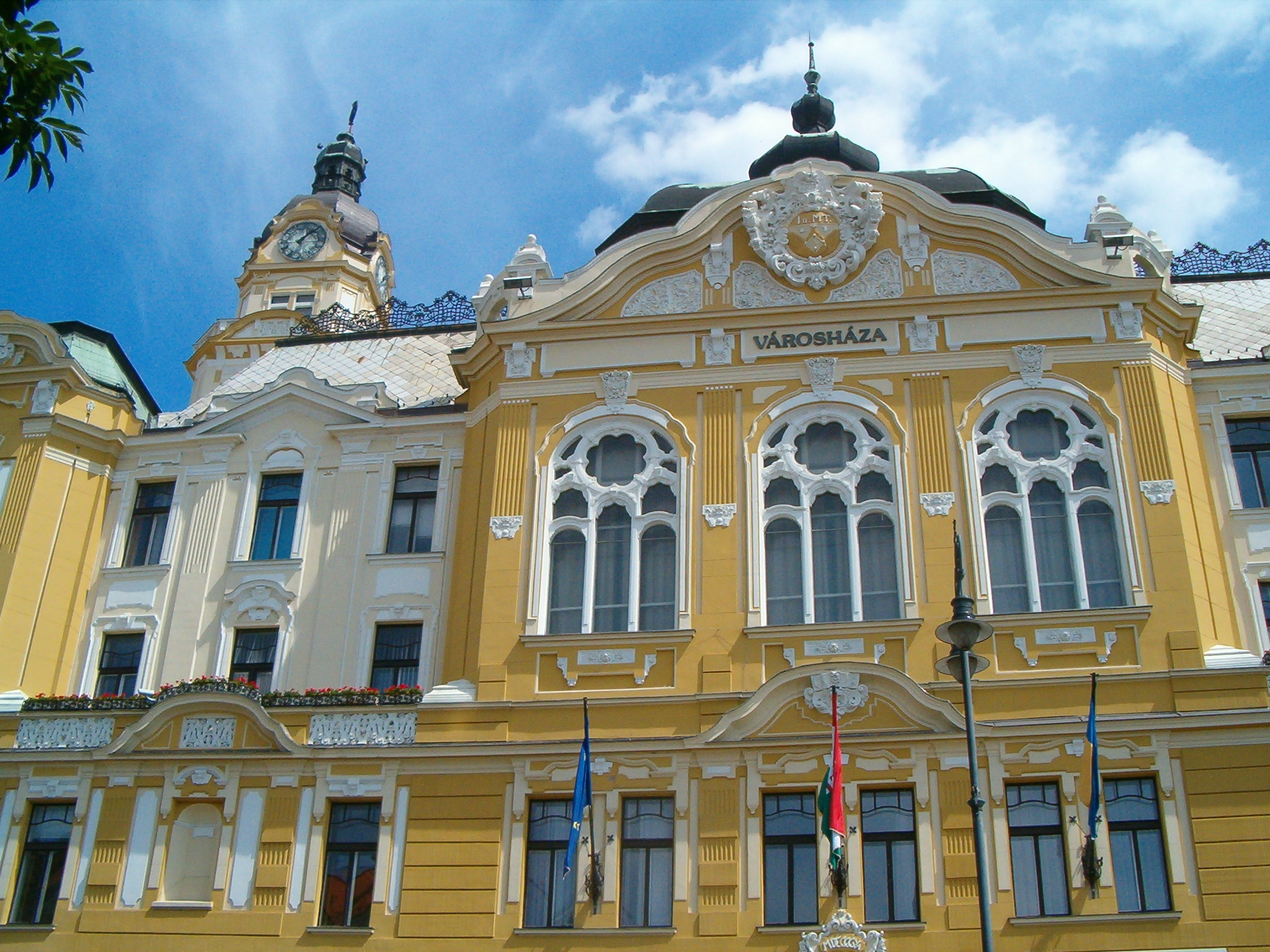
市政厅
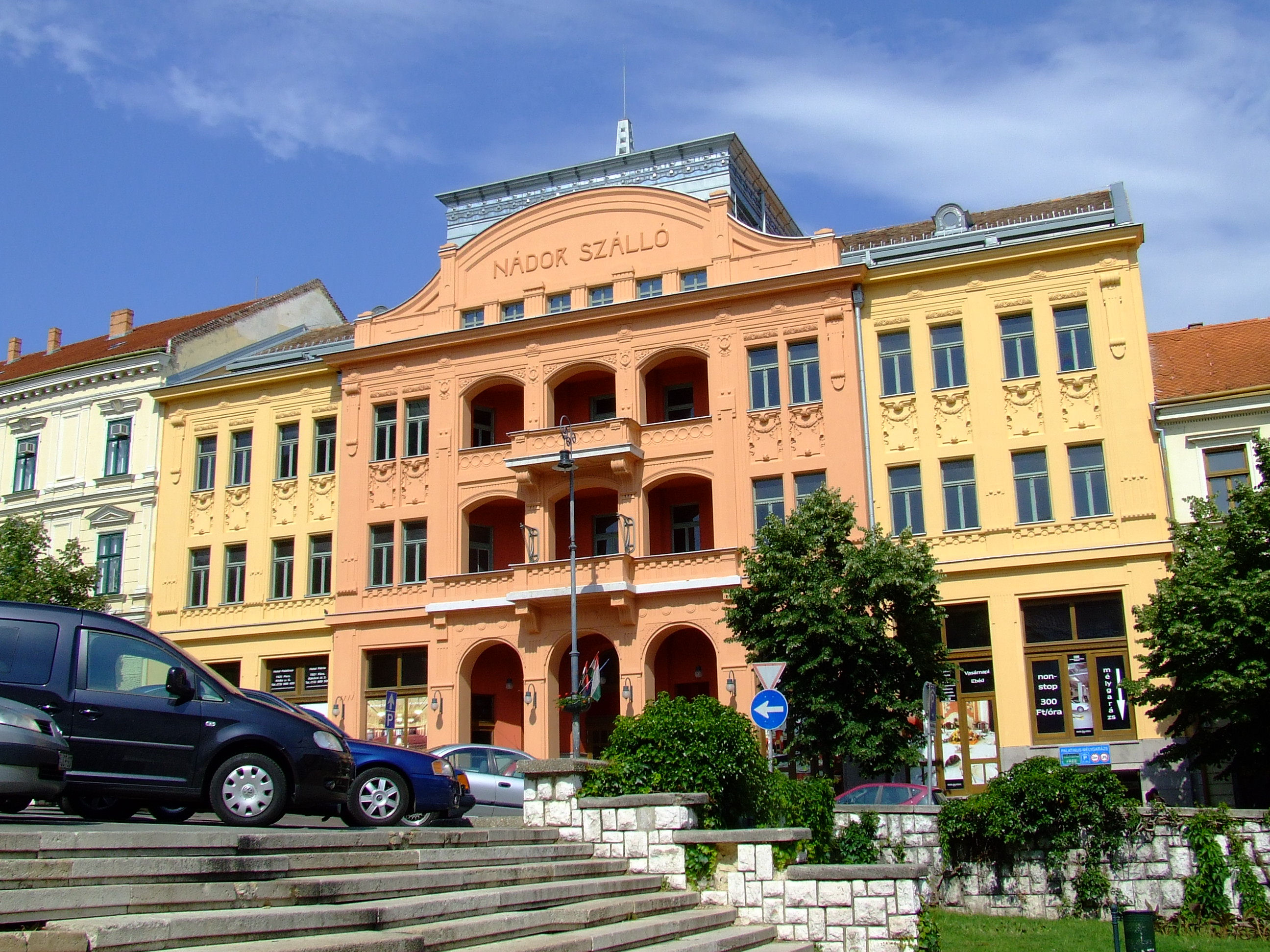
纳祖尔酒店